# Prepalla austrina
Prepalla austrina är en fjärilsart som först beskrevs av Edward Meyrick 1914a.  Prepalla austrina ingår i släktet Prepalla och familjen praktmalar, Oecophoridae. Inga underarter finns listade i Catalogue of Life.